# Drymónas (Léros)
 (juin 2025).
Drymónas (grec moderne : Δρυμώνας) est une localité située dans le dème de Léros, dans le district régional de Kálymnos, dans la périphérie d'Égée-Méridionale, en Grèce.
Selon le recensement de 2021, elle compte 310 habitants.